# Ханжов, Юрий Геннадьевич
Ю́рий Генна́дьевич Ханжо́в (29 мая 1961, Новокуйбышевск — 11 октября 2020, Махачкала) — профессор (2005), заслуженный деятель искусств Республики Дагестан (1994), лауреат Премии Правительства РФ в области культуры за 2009 год, лауреат Премии Правительства Республики Дагестан "Душа Дагестана" за 2015 год, заслуженный деятель и почётный член Всероссийского Музыкального Общества, член Президиума Правления и председатель творческой комиссии по народной музыке и фольклору Республиканского Дома народного творчества Министерства культуры Дагестана, член Общественного совета Министерства культуры Республики Дагестан, член Комитета нематериального культурного наследия при Дагестанском отделении Комиссии РФ по делам ЮНЕСКО.

## Биография
Родился в 1961 году в г. Новокуйбышевске Куйбышевской области. Выпускник Саратовской государственной консерватории им. Л. В. Собинова (1985). 
С 1985 г. работал в Дагестанском государственном педагогическом университете, профессор (2005),заведующий кафедрой музыкальных инструментов. За время работы на кафедре музыкальных инструментов подготовил большое количество выпускников. Среди них — лауреаты международных, всесоюзных и всероссийских и республиканских конкурсов и фестивалей исполнителей на народных музыкальных инструментах.
Скончался 11 октября 2020 года. Похоронен в Московской области.

## Общественная работа
По инициативе Юрия Геннадьевича были проведены Международные фестивали фольклора и Всероссийские открытые конкурсы исполнителей на народных инструментах.
Помимо педагогической и научной работы Ханжов Ю. Г. ведет большую концертно-исполнительскую деятельность. С 1985 года является художественным руководителем Народного хора русской песни «Волна» Республиканского Дома народного творчества МК РД. В 1995 году организовал Образцовый Детский фольклорный ансамбль «Лукоморье».
Гастролировал в Москве, Волгограде, Астрахани, Ставрополе и других городах России.
Ханжов Ю. Г. имел многочисленные фондовые записи на российском и дагестанском радио и телевидении. Автор ряда телевизионных передач по народному творчеству и фольклору.
В 2013 году организовал первую на Северном Кавказе Детскую филармонию города Махачкалы (официальный статус — 2016 г.). Художественный руководитель-зам.директора Детской филармонии города Махачкалы.

## Научная работа
Большое внимание Ханжов Ю. Г. уделял научной работе. Имел свыше 100 научных публикаций. Автор монографий по истории музыкального искусства Дагестана второй половины XX века, крупных исследований по истории развития народных музыкальных инструментов в Дагестане и России, составитель ряда учебных программ и методических рекомендаций, способствующих оптимизации учебного процесса в высших учебных заведениях. Автор статей, опубликованных в журналах, включенных в список ВАК МОиН РФ, по отраслям науки:12.00.00; РИНЦ и зарегистрированных в научной электронной библиотеке eLIBRARY.RU.
В соответствии с Указом Президента Российской Федерации от 1 июля 1996 г. № 1010 «О мерах по усилению государственной поддержки культуры и искусства в Российской Федерации» присудить гранты Президента Российской Федерации для поддержки творческих проектов общенационального значения в области культуры и искусства руководителям проектов по результатам конкурса, проведённого в 2012 году: Ханжову Юрию Геннадьевичу, профессору кафедры музыкальных инструментов факультета музыки государственного образовательного учреждения высшего профессионального образования «Дагестанский государственный педагогический университет» (г. Махачкала), на осуществление исследовательского музыкального проекта «История музыкального искусства Дагестана (вторая половина XX века)».
В 2013 году присуждён Грант Президента Республики Дагестан в области культуры на издание монографии «Музыкально-сценические жанры в Дагестане».
В 2019 году присуждён Грант Главы Республики Дагестан в области культуры и искусства на издание монографии «Музыкальное инструментальное искусство Дагестана».

## Основные научные работы
- «Общий курс инструментоведения» — Махачкала, 1999.
- «Дагестанские народные музыкальные инструменты» — Махачкала, 1997.
- «История развития народных инструментов» — Махачкала, 2006.
- «История развития дагестанского музыкального искусства» (1946 − 1953) — Махачкала, 2009.
- Изданы монографии:
- - монография «Музыкально-сценические жанры в Дагестане». — Махачкала, ДГПУ, 2014, 155 с.
- — монография «Музыкальное инструментальное искусство Дагестана». — Махачкала: УДПО МЦПК, РДНТ МК РД, 2018, 278 с.
- — монография «Музыкальное искусство Дагестана второй половины XX века. Т. I. (1946—1953)». — Махачкала: УДПО МЦПК, РДНТ МК РД, 2018, 200с.
- — монография «Музыкальное искусство Дагестана второй половины XX века. Т. II. (1954—1960)». — Махачкала: УДПО МЦПК, РДНТ МК РД, 2018, 248 с.
- — монография «Музыкальное искусство Дагестана второй половины XX века. Т. III. (1961—1965)». — Махачкала: УДПО МЦПК, РДНТ МК РД, 2018, 386 с.;